# Taco Hajo van den Honert (Botaniker)

Taco van den Honert in Indonesien

Taco Hajo van den Honert (* 3. Juni 1899 in Baarn; † 10. Mai 1959 in Leiden) war ein niederländischer Botaniker.

## Leben
Taco Hajo war der Sohn des einstigen Leutnants zur See und späteren Industriedirektors in Amsterdam Derk Jacob van den Honert (* 19. Dezember 1863 in Amsterdam; † 13. April 1929 ebenda) und dessen am 31. Oktober 1895 in Amsterdam geheirateten Frau Clara Elisabeth Janssen (* 30. November 1875 in Amsterdam; † September 1950 in Den Haag). Er besuchte das Gymnasium in Zutphen, wo er 1917 seine Hochschulreife erlangte. Danach absolvierte er seinen Militärdienst an der Offizierschule in Ede und begann 1919 an der Universität Utrecht ein Studium der Botanik und Zoologie. 1922 absolvierte er sein Kandidatenexamen, war dann einige Zeit als Assistent bei Hugo Frederik Nierstrasz, sowie bei Hermann Jacques Jordan tätig und absolvierte 1926 sein Doktorexamen in Zoologie. Am 13. Juni 1928 promovierte er mit dem Thema Koolzuurassimilatie en beperkende factoren unter Friedrich August Ferdinand Christian Went (1863–1935) zum Doktor der Naturwissenschaften.
Noch im selben Jahr zog er nach Niederländisch-Indien, wo er an einer Prüfstation für die Java-Zuckerindustrie in Pasuruan wirkte. 1935 wurde Honert Mitglied des nationalen Wissenschaftsrates von Niederländisch-Indien und ab 1937 arbeitete er am botanischen Garten in Bogor, wo er das Treub-Labor leitete. Von 1940 bis 1942 übernahm er die Leitung des botanischen Gartens, wurde nach dem Überfall der Japaner gefangen genommen und blieb bis zur Beendigung der Kämpfe in Cimahi, Singapur und Siam. Nach seiner Befreiung kehrte er in die Niederlande zurück, wo er am 27. Dezember 1945 zum Professor für Botanik an die Universität Leiden berufen wurde. Hierzu hielt er am 5. Juli 1946 die Einführungsrede Ketenprocessen in de levende plant und wurde damit verbunden Leiter des Hortus Botanicus Leiden. 1951 wurde er Mitglied der königlich niederländischen Akademie der Wissenschaften.
Honert hatte sich vor allem mit der Physiologie von Pflanzen beschäftigt. Dabei galten seine Forschungen vor allem den Wechselbeziehungen der Photosynthese der Pflanzen in der Luft und im Boden. International machte er auf dem Gebiet des Ionenaustausches bei Pflanzen und dem damit verbundenen Wasserhaushalt auf sich aufmerksam. In Zusammenarbeit mit der Stickstoffdüngerindustrie wurde eine spezielle Stiftung zur ernährungsphysiologischen Untersuchung bei Pflanzen ins Leben gerufen. Dieses Labor wurde 1954 im Hortus eingeweiht. Honert, der mit der englischen Gesellschaft für experimentelle Biologie in Verbindung stand, war auch in den Kommissionen der niederländischen chemischen Industrie zur Stickstoff- und Kalidüngung bei Pflanzen Mitglied. Nach einer Studienreise durch die Vereinigten Staaten kam er erkrankt in die Niederlande zurück. Der Gesundheitszustand verbesserte sich nicht, so dass er schließlich verstarb.

## Familie
Honert hatte am 21. Juni 1928 in Utrecht Elisabeth Revers (* 8. April 1900 in Bergen op Zoom; † 27. April 1973 in Leiden), die Tochter von Cornelis Emanuel Revers (* 26. März 1862 in Utrecht; † 4. August 1910 in Bergen op Zoom) und der Margaretha Henrietta Carolina Voss (* 10. August 1869 in Utrecht; † 7. Juli 1923 in Haarlem), geheiratet. Aus der Ehe stammen drei Kinder. Die Tochter Margaretha van den Honert (* 18. März 1929 in Pasuruan (Pasoeroean)) verheiratete sich im Dezember 1952 mit Peter Ernst Sillem (* 3. April 1929 in Amsterdam; † 1. Januar 1964 in Hermiston). Der Sohn Taco Hajo van den Honert (* 5. Dezember 1930 in Pasuruan (Pasoeroean)) verheiratete sich im März 1960 in Leiden mit E. R. Kessler (* 1931). Aus der Ehe stammt der niederländische Hockeyspieler und Olympiamedaillengewinner Taco Hajo van den Honert. Alexander van den Honert (* 20. August 1935 in Pasuruan (Pasoeroean)) verheiratete sich mit W. Aalders.

## Werke (Auswahl)
- Over de oorzaak van de zogenaamste Kalimatiziekte. 1931
- Onderzoekingen over de voedingsfysiologie van het suikerriet. 1932 & 1933, 2. Bde.
- On the mechanism of the transport of the organic materials in plants. 1932
- Eine Methode zur Bestimmung von ösmotischen Grössen mittels der Dampfspannung. 1935
- Experiments on the water household of tropical plants. 1941